# Lijst van Eurocommissarissen belast met milieuzaken
De functie van Europees commissaris voor Milieu is sinds de Commissie-Ortoli (1973) een functie binnen de Europese Commissie. In de Commissie-Von der Leyen (2019-2024) omvatte de portefeuille het gehele beleid inzake “Milieu, Oceanen en Visserij”.

## Commissarissen
|  | Naam                     | Lidstaat            | Nationale partij | Periode   | Commissies    |
|  | ------------------------ | ------------------- | ---------------- | --------- | ------------- |
|  | Carlo Scarascia-Mugnozza | Italië              | Onafhankelijk    | 1973-1977 | Ortoli        |
|  | Lorenzo Natali           | Italië              | DC               | 1977-1981 | Jenkins       |
|  | Karl-Heinz Narjes        | Duitsland           | CDU              | 1981-1985 | Thorn         |
|  | Stanley Clinton Davis    | Verenigd Koninkrijk | Labour Party     | 1985-1989 | Delors I      |
|  | Carlo Ripa di Meana      | Italië              | PSI              | 1989-1993 | Delors II     |
|  | Ioannis Paleokrassas     | Griekenland         | ND               | 1993-1995 | Delors III    |
|  | Ritt Bjerregaard         | Denemarken          | SD               | 1995-1999 | Santer        |
|  | Margot Wallström         | Zweden              | SSA              | 1999-2004 | Prodi         |
|  | Stavros Dimas            | Griekenland         | ND               | 2004-2010 | Barroso I     |
|  | Janez Potočnik           | Slovenië            | LDS              | 2010-2014 | Barroso II    |
|  | Karmenu Vella            | Malta               | LP               | 2014-2019 | Juncker       |
|  | Virginijus Sinkevičius   | Litouwen            | LVŽS             | 2019-     | Von der Leyen |